# Makai Kingdom: Chronicles of the Sacred Tome
Makai Kingdom: Chronicles of the Sacred Tome, pubblicato in Giappone con il titolo Phantom Kingdom (ファントム・キングダム?, Fantomu Kingudamu), è un videogioco di ruolo strategico sviluppato e pubblicato dalla Nippon Ichi Software per console PlayStation 2. È stato pubblicato nel 2005, mentre una conversione per PlayStation Portable è stata distribuita esclusivamente in Giappone il 6 ottobre 2011. Il gioco fa parte della raccolta Prinny Presents NIS Classics Volume 2 per Nintendo Switch e Microsoft Windows che include ZHP: Unlosing Ranger vs. Darkdeath Evilman.